# Trichotosia aurea
Trichotosia aurea là một loài thực vật có hoa trong họ Lan. Loài này được (Ridl.) Carr miêu tả khoa học đầu tiên năm 1935.